# Melanotus obscurus
Melanotus obscurus là một loài bọ cánh cứng trong họ Elateridae. Loài này được Fabricius miêu tả khoa học năm 1775.